# نورایر باختامیان
نورایر باختامیان (ارمنی: Նորայր Բախտամյան؛ زاده ۱ نوامبر ۱۹۷۰ در ایروان) یک تیرانداز در رشته‌های تپانچه ۵۰ متر و تپانچه بادی ۱۰ متر اهل ارمنستان است. وی در بازی‌های المپیک تابستانی ۲۰۰۴، ۲۰۰۸ و ۲۰۱۲ به رقابت پرداخت. باختامیان در جام جهانی ۲۰۰۸ بانکوک در رشته تپانچه بادی ۱۰ متر مردان موفق به کسب مدال نقره شد.